# Begijon Kuldashev
 Begijon Kuldashev (ur. 2002) – uzbecki zapaśnik walczący w stylu wolnym.
Zajął piąte miejsce mistrzostw Azji w 2024, siódme w 2025. Trzeci na mistrzostwach Azji U-23 w 2025 roku.